# Złoty wiek fantastyki naukowej
Złoty wiek fantastyki naukowej, złota era fantastyki naukowej – okres od 1938 do 1946 w historii literatury science fiction w Stanach Zjednoczonych. Lata 50. są uznawane za okres przejściowy, jeśli chodzi o ten gatunek, jednak Robert Silverberg to właśnie je uznaje za „złoty wiek”.
Był to czas, w którym ukazały się i zyskały wielką popularność klasyczne opowiadania naukowofantastyczne. Okres ten czerpał wiele z tak zwanej „pulp ery” lat dwudziestych i trzydziestych XX wieku. Po złotej erze przyszła nowa fala z lat sześćdziesiątych i siedemdziesiątych. 
Według historyka Adama Robertsa złoty wiek  fantastyki naukowej oznacza szczególny sposób pisania: hard science fiction, linearna narracja, bohaterowie rozwiązujący problemy lub przeciwdziałający zagrożeniom w operach kosmicznych lub przygodach osadzonych w kontekście techniki.